# أحباب البيان والحرية
أحباب البيان والحرية (AML) هي حركة جماهيرية أسسها فرحات عباس في مدينة سطيف الجزائر، خلال الاستعمار الفرنسي، بتاريخ 14 مارس 1944 حول نصها المنشور في 10 فبراير 1943 «بيان الشعب الجزائري».
كان الهدف هو جمع كل ميول القومية الجزائرية وتعزيز جمهورية جزائرية اتحادية مرتبطة بفرنسا بدون استعمار إمبريالي.

## التاريخ
إثر إصدار وثيقة بيان الشعب الجزائري، والتفاف الجماهير حولها وبروز تحالف القوى الوطنية، تقرر إنشاء جبهة أو حركة تجمع مؤيدي البيان لتأطيره وتنظيمه، وهكذا كانت فكرة فرحات عباس بتسميتها «الجزائر الحرة» غير أنه تراجع فيما بعد خوفًا من أن يؤثر الاسم على عملها أمام السلطات الاستعمارية؛ فقرر استبداله باسم «جمعية أحباب البيان»، ثم «حركة أحباب والحرية».
تأسست الحركة بمدينة سطيف يوم 14 مارس 1944، وسُجل طلب اعتمادها رسميًا بعمالة قسنطينة، وكانت الحركة متكونة أساسًا من النواب والنخبة، وحزب الشعب المنحل والطلبة، والكشافة، وجمعية العلماء، عين فرحات عباس كاتبًا عامًا للحركة، والمسئول عن جريدة «المساواة (Egalité)» الناطقة اسمها، كان الانخراط مفتوحًا لجميع فئات المجتمع من جميع الانتماءات السياسية وقد استثني الشيوعيون، حيث أسسوا «أصحاب الديمقراطية والحرية» (ADL) في سبتمبر 1944 م.
ما بين 02 و 04 مارس 1945 م، انعقد المؤتمر الأول للحركة برئاسة الدكتور سعدان نائبًا لفرحات عباس الذي غاب بسبب المرض. وقد أكد المؤتمر على ضرورة تأسيس جمهورية جزائرية فدرالية متحدة مع الجمهورية الفرنسية
عقب مجازر 8 ماي 1945، ألقت السلطات الفرنسية القبض على فرحات عباس رفقة الدكتور سعدان وزجت به في السجن كما حلت الحركة، وتوقيف جريدة “المساواة، حيث اتهمته الإدارة الاستعمارية بالمساس بالسيادة الفرنسية والسياسة الخارجية والسيادة الداخلية لفرنسا، تلقي تعاطفا ودفاعا من الروائي الفرنسي ألبير كامو الذي كتب «“من يقول لا إفريقي يموت من أجل هتلر لا يمكن أن يوافق على هذه التجاوزات.»، في حين طالب الأمين العام الحزب الشيوعي الجزائري أوزقان بإعدام المتسببين بالشغب الشعبي، محملا المسؤولية لفرحات عباس. أطلق سراح فرحات في 16 مارس 1946.